# Jagdgeschwader 4
A Jagdgeschwader 4  foi uma unidade aérea da Luftwaffe durante a Segunda Guerra Mundial.

## Comandantes
| Comandante               | Data                                      |
| ------------------------ | ----------------------------------------- |
| Maj Gerhard Schöpfel     | 15 de Junho de 1944 - 6 de Agosto de 1944 |
| Obstlt Gerhard Michalski | 7 de Agosto de 1944 - 8 de Maio de 1945   |

## Stab
Foi formado no dia 15 de Junho de 1944 em Ansbach a partir do Stab/JG z.b.V.

## I. Gruppe

### Gruppenkommandeure
| Hptm Franz Hahn        | 10 de Janeiro de 1943 - 22 de Janeiro de 1944   |
| Hptm Wilhelm Steinmann | 23 de Janeiro de 1944 - 14 de Fevereiro de 1944 |
| Hptm Walter Hoeckner   | 15 de Fevereiro de 1944 - 25 de Agosto de 1944  |
| Hptm Wilhelm Steinmann | 26 de Agosto de 1944 - Março de 1945            |

O 1./JG4 foi formado no dia 7.8.42 na cidade de Mizil (Romênia) a partir da Ölschutzstaffel/JG 77, sendo logo após formado o 2./JG 4 no dia 1.12.42. O Stab I, 3. e 4./JG4 forma formados no dia 10.1.43 em Mizil.
O 4./JG4 era denominado como Rumanian staffel Escadrilla 53, tendo deixado o gruppe no mês de Dezembro de 1943. O 4./JG 4 foi reformado no mês de Junho de 1944. No mês de Setembro de 1944 o 2./JG 4 e o 8./JG 53 trocaram as suas designações. O I./JG4 foi dispensado no dia 19 de Março de 1945.

## II. Gruppe

### Gruppenkommandeure
| Olt Hans-Günther von Kornatzki | 12 de Julho de 1944 - 12 de Setembro de 1944 |
| Maj Rudolf Schröder            | 13 de Setembro de 1944 - Março de 1945       |
| Maj Wilhelm Moritz             | Março de 1945 - 8 de Maio de 1945            |

Foi formado no dia 12.7.44 em Salzwedel a partir do I./Z G1:
- Stab II./JG4 a partir do Stab I./ZG1
- 5./JG4 a partir do 1./ZG1
- 6./JG4 a partir do 2./ZG1
- 7./JG4 a partir do 3./ZG1

O 8./JG4 foi formado no dia 21 de Julho de 1944.

## III. Gruppe

### Gruppenkommandeure
| Hptm Friedrich Eberle | 12 de Julho de 1944 - 8 de Janeiro de 1945 |
| Hptm Gerhard Strasen  | 9 de Janeiro de 1945 - 8 de Maio de 1945   |

Foi formado no dia 12 de Julho de 1944 em Rotenburg a partir da III./ZG 1:
- Stab III./JG4 a partir do Stab III./ZG 1
- 9./JG4 a partir do 7./ZG1
- 10./JG4 a partir do 8./ZG1
- 11./JG4 a partir do 9./ZG1
- 12./JG4 a partir do Ergänzungsstaffel/ZG1 (21.7.44)

## IV. Gruppe

### Gruppenkommandeure
| Hptm Franz Wienhusen, 20 de Outubro de 1944 - 3 de Dezembro de 1944 |
| Hptm Ernst Laube, 19 de Dezembro de 1944 - 3 de Abril de 1945       |

Foi formado no dia 20 de Outubro de 1944 em Finsterwalde a partir do II./JG 5:
- Stab IV./JG4 a partir do Stab II./JG 5
- 13./JG4 a partir do 5./JG 5
- 14./JG4 a partir do 6./JG 5
- 15./JG4 a partir do 7./JG 5
- 16./JG4 a partir do 8./JG 5

A unidade foi dispensada no dia 3 de Abril de 1945.